# Annegret Kramp-Karrenbauer
Annegret Kramp-Karrenbauer, nemška političarka, * 9. avgust 1962, Völklingen, Posarje, Nemčija
Rojena je bila 9. avgusta 1962 v zvezni deželi Posarje, v mestecu Völklingen, odraščala pa je v sosednjem Püttlingenu. Njen oče je bil učitelj in ravnatelj. Leta 1982 je končala srednjo šolo in razmišljala o tem, da bi postala učiteljica, vendar se je odločila za študij politike in prava na Univerzi v Trierju in na Univerzi Saarland, kjer je leta 1990 magistrirala 
Kramp-Karrenbauer je bila generalna sekretarka stranke in med letoma 2011 in 2018 ministrska predsednica dežele Posarje. Na tem mestu je bila prva ženska in na splošno četrta ženska na mestu vodje nemške deželne vlade. Kramp-Karrenbauer velja za družbenokonservativno, a na levi strani CDU v gospodarski politiki. Je aktivna katoličanka, delovala je tudi v Centralnem komiteju nemških katoličanov. Leta 2019 je postala nemška obrambna ministrica in druga ženska na tem položaju.
7. decembra 2018 je bila izvoljena na mesto predsednice največje nemške stranke Krščansko demokratske unije, kjer je nasledila nemško kanclerko Angelo Merkel. 10. februarja 2020 je napovedala, da bo koncem leta odstopila s položaja vodje CDU in ne bo kandidatka za kanclerko na zveznih volitvah leta 2021. Na volitvah za vodstvo Krščansko demokratske zveze Nemčije leta 2021 jo je nasledil Armin Laschet.